# James M. Buchanan
James McGill Buchanan, Jr. (3. října 1919 Murfreesboro, Tennessee – 9. ledna 2013 Blacksburg, Virginie) byl americký ekonom, známý především svou prací na teorii veřejné volby, za kterou obdržel roku 1986 Nobelovu cenu.

## Život
Buchanan se narodil ve městě Murfreesboro ve státě Tennessee jako nejstarší dítě Jamese a Lily Buchananových, rodiny Skotsko-irského původu. Byl vnukem Johna P. Buchanana, guvernéra za stát Tennessee v devadesátých letech 18. století. V roce 1940 začal studovat na Middle Tennessee State Teachers College (od roku 1965 známou jako Middle Tennessee State University), zatímco bydlel u rodiny a pracoval na farmě. Stal se magistrem vědy (M.S.) na University of Tennessee v roce 1941. Sloužil u Námořnictva Spojených států pod admirálem Chesterem W. Nimitzem v Honolulu za druhé světové války, kde potkal Anne Bakke, se kterou se 5. října 1945 oženil. Anne, která byla norského původu, pracovala jako zdravotní sestra na vojenské základně na Havaji. Zemřela v roce 2005.
Buchanan se v mládí považoval za socialistu a silný tržně orientovaný ekonomický přístup Chicagské univerzity zprvu nebral v potaz. Když tam studoval, zejména pod Frankem H. Knightem, stal se z něj zanícený zastánce tržního pořádku. Buchanan obdržel titul Ph.D. na Chicagské univerzitě v roce 1948 za svou tezi o finanční rovnováze ve federálním státě, která byla hodně ovlivněna právě Knightem. V Chicagu také poprvé objevil a přečetl dílo švédského ekonoma Knuta Wicksella. Od té doby v jeho kanceláři vždy visely fotografie Wicksella a Knighta.
Buchananovy původní politické a ekonomické názory se výrazně přikláněly k socialismu, a byly ještě upevněny jeho časem stráveným u námořnictva. Buchanan měl pocit, že vojáci ze severovýchodních univerzit byli diskriminováni na úkor vojáků z oblasti Nové Anglie. Věřil, že na vojáky ve severovýchodu bylo pohlíženo jako na součásti establishmentu, které dostávají povýšení čistě na základě svých kontaktů. Buchanan v rozhovoru s Karen Horn pověděl, že “Ze dvaceti mužů z etablovaných univerzit bylo jedenáct nebo dvanáct vybráno na úkor celkových šesti set. Bylo to diskriminující vůči nám, kteří jsme součástí establishmentu nebyli,”. Buchanan zašel až tak daleko, že pravil, že pokud by se setkal s náborářem. Jeho socialistické názory byly spíše proti velkým korporacím než provládní. Jeho ideologie se změnila až po nástupu na univerzitu v Chicagu, kde začal studovat pod Frankem Knightem. Od té doby se stal podporovatelem volného trhu.
Buchananovi zůstali bezdětní, ale udržovali blízké vztahy s Jamesovými sestrami a synovci. James M. Buchanan zemřel 9. ledna 2013 v Blacksburgu ve Virginii.

## Kariéra
Po zakončení doktorského studia na Chicagské univerzitě působil James M. Buchanan tři roky na University of Tennessee. Odtud pokračoval na Florida State University. Tam působil do roku 1956, kdy se přesunul do Virginie, kde se již usadil natrvalo (s výjimkou akademického roku 1968/1969, který strávil na Kalifornské univerzitě). V letech 1956 až 1968 učil na University of Virginia. Po návratu z Kalifornie v roce 1969 působil 14 let na Virginském polytechnickém institutu. V roce 1983 ale kvůli neshodám s vedoucím katedry ekonomie odešel na George Mason University, kde zůstal do konce kariéry.
Na rozdíl od mnohých ekonomů se Buchanan nevěnoval legislatuře aktivně. Svou kariéru strávil skoro výhradně jako myslitel. Zabýval se především otázkou vztahu politiky, ekonomie a sociální filosofie. Aktivně se věnoval zakládání akademických center. Po svém přesunu na University of Virginia založil s Warrenem Nutterem v roce 1957 Thomas Jefferson Center for the Study of Political Economy. Spolu s Gordonem Tullockem stál u vzniku Committee on Non-Market Decision Making (předchůdce Public Choice Society). Při svém působení na polytechnickém institutu se též zasloužil o založení Center for the Study of the Public Choice, v roce 1969 se stal jeho prvním ředitelem.

## Ocenění
- 1986: Nobelova pamětní cena za ekonomii

- 2001: čestný doktorát na Universidad Francisco Marroquín v Ciudad de Guatemala[7]

- 2006: National Humanities Medal

## Myšlení

### Postoj k ekonomické analýze
Buchanan se význačně zasloužil o ustanovení politické ekonomie coby vědeckého oboru. Zdůrazňoval, že o veřejné politice nemůže být uvažováno pouze v termínech distribuce. Namísto toho je veřejná politika vždy záležitostí nastavení pravidel hry, jež přináší systém směny a distribuce. Jeho práce v oblasti teorie veřejné volby je často vykládána jako čistý příklad ekonomického imperialismu. Nicméně, jak se domnívá Amartya Sen, Buchanan by neměl být ztotožňován s ekonomickým imperialismem, protože se zasloužil více než kdo jiný o zavedení etiky, právního politického myšlení a v neposlední řadě také myšlení sociálního do ekonomie. Zásadní pro pochopení Buchananových myšlenek je distinkce, kterou činí mezi politics a policy. Politics spočívá v pravidlech hry, zatímco policy je zaměřena na strategie, které hráči uplatňují v rámci daného souboru pravidel. „Otázky o tom, jaká jsou dobrá pravidla hry, spadají do domény sociální filosofie, kdežto otázky o strategiích, které hráči uplatňují řídíce se danými pravidly, spadají do domény ekonomie. A je to hra mezi pravidly (sociální filosofie) a strategiemi (ekonomie), která ustanovuje to, co Buchanan nazývá konstituční politickou ekonomii.“
Vedle sociální filosofie a ekonomie to byl i konstitucionalismus, ke kterém Buchanan přispěl svými myšlenkami. Etika konstitucionalismu je, podle něj, klíčem k ústavnímu pořádku a „má být nazývána idealizovaným kantiánským světem“ kde jedinec „jenž činí příkazy, v podstatě spolu se všemi svými druhy, přijímá morální zákon jako obecné pravidlo chování.“ Buchanan odmítá „jakékoli organické pojetí státu jako nadřazeného v moudrosti nad občany tohoto státu.“ Tato filozofická pozice tvoří základ konstituční ekonomie. Buchanan věřil, že každá ústava je tvořena minimálně pro několik generací občanů. Z toho důvodu musí být schopna vyvažovat zájmy státu, společnosti a každého jedince.
Veškerý ostatní přínos Buchananovy práce Cost and Choice je přehlížen kvůli příspěvkům této práce pro definování parametrů nákladů obětované příležitosti. Buchanan zde uvádí, že náklady, které musí jednotlivec vynaložit, určují cenu za zboží či službu. Například fyzická práce vyžadovaná k ulovení zvířete, stejně tak jako cena potřebných nástrojů a čas strávený lovem jsou faktory, které při oceňování masa hrají pro jednotlivce roli. Požadovaná cena masa se bude lišit od člověka ke člověku, protože vstupní náklady nejsou pro každého stejné.
Buchanan může být v jistém smyslu považován za člena rakouské školy. Ačkoliv s ní nebyl formálně spjat, sdílel s jejími členy mnohá přesvědčení. Jak to sám formuloval: „Mám dozajista mnoho společného s rakouskými ekonomy a nemám nic proti tomu být nazýván Rakušanem. Friedrich Hayek a Mises by mě mohli považovat za Rakušana, ale někteří z ostatních by mě za takového jistě nepovažovali.“ Buchanan dále říkal: „S Misesovým dílem jsem se seznámil až v roce 1954, kdy jsem psal článek o individuální volbě a volení na trhu. Poté, co jsem dokončil pracovní verzi, jsem se podíval, o čem píše Mises v Lidském jednání. S překvapením jsem zjistil, že tím, co píše, se více než kdokoliv jiný blíží tomu, co jsem se snažil napsat já.“

### Teorie veřejné volby
James Buchanan je považován za strůjce teorie veřejné volby. Jeho práce v rámci této teorie mu vynesla dokonce Nobelovu cenu za ekonomii v roce 1986. Teorie veřejné volby se zaměřuje na proces lidského rozhodování v oblasti politiky. Buchanan použil, jak ekonomickou, tak politologickou akademickou sféru, aby tuto teorii vyvinul. Stejné principy, jaké jsou užívány při interpretaci lidských rozhodnutí na trhu, jsou aplikovatelné na volby, lobbismus i kandidáty. Buchanan udržuje předpoklad, že první instinkt člověka vždy vede k rozhodnutím ve svém vlastním zájmu, což se odlišuje od předchozích modelů vlády, kde členové vlády jednali v nejlepším zájmu svých voličů. Buchanan vysvětlil teorii veřejné volby jako “politiku bez romantiky”, protože mnoho slibů daných politiky často vypadá jako snaha o jednání v zájmu veřejnosti, ale ve skutečnosti jsou výplody osobních sobeckýh zájmů. Podle tohoto pohledu jsou politická rozhodnutí na obou stranách politického spektra konaná především ku prospěchu osoby, která toto rozhodnutí provádí. Buchnan tvrdí, že po analýze chování voličů a politiků jsou jejich činy jednoduše předvídatelné. 

### Demokracie v okovech
V roce 2017 vydala Nancy MacLean publikaci Democracy in Chains: The Deep History of the Radical Right's Stealth Plan for America. Ve své publikaci tvrdí, že Buchanan viděl konflikt mezi ekonomickou a politickou svobodou, a že prahnul po “konspirační tajemnosti” za účelem “skrytého programu omezujícího demokracii ve prospěch bohaté elity”. Kniha byla tvrdě kritizována libertariánskými i nelibertariánskými spisovateli pro její údajné chyby v citacích, zdrojích a přesnosti celkové publikace. Politologové Henry Farrell a Steven Teles popsali knihu jako “konspirační teorii maskovanou za intelektuální historii”. V recenzi od ekonomů Jean-Baptiste Fleuryho a Alana Marciana v časopise Journal of Economic Literature stálo: “Úvaha od MacLean byla zmařena jejími četnými nepochopeními teorie veřejné volby” a “uprostřed přebytečného archivního materiálu je její historický pohled přinejlepším pochybný, a je plný značně chybných argumentů, špatně uvedených citací a pochybných shod. Celkově klade MacLean přílišný důraz na některé aspekty Buchananova života a myšlení, zatímco přehlíží jiné, stejně klíčové k pochopení jeho díla a vlivu. Především její tvrzení, že Buchanan podporoval segregaci, bylo vyvráceno jako nepravdivé pomocí důkazů v její vlastní knize. Buchanan hrál klíčovou roli v přivedení prominentního jihoafrického kritika apartheidu Williama Harolda Hutta jako hostujícího přednášejícího na Univerzitu ve Virginii v roce 1965, ve kterém také tvrdě odsoudil segregační zákony.

## Citáty
"Politikové nejednají jinak než ostatní lidé, které ekonomie studuje." – James Buchanan

"Člověk chce svobodu, aby se stal člověkem, kterým se chce stát." – James Buchanan